# Llambordí

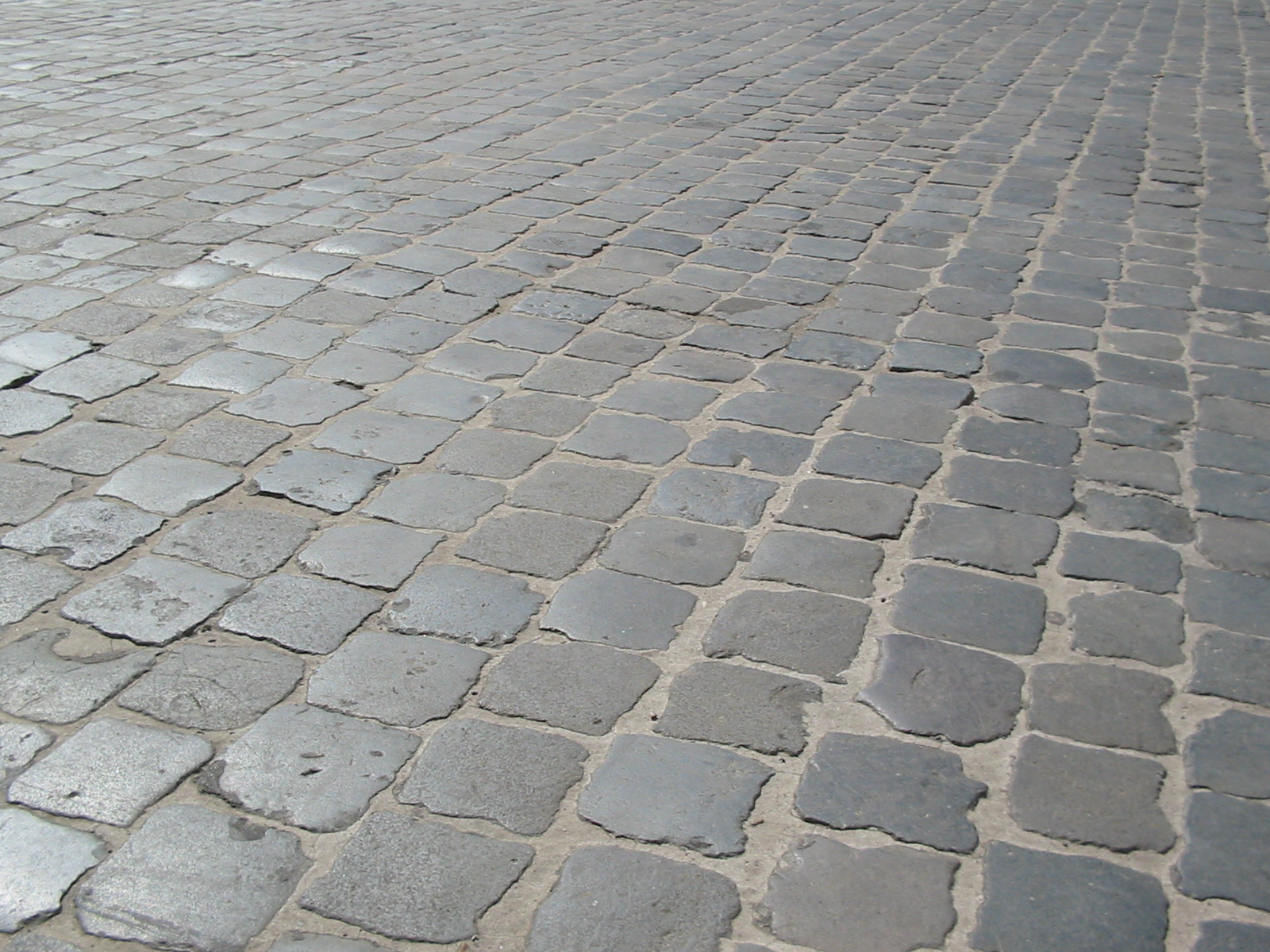
Paviment de llambordes.

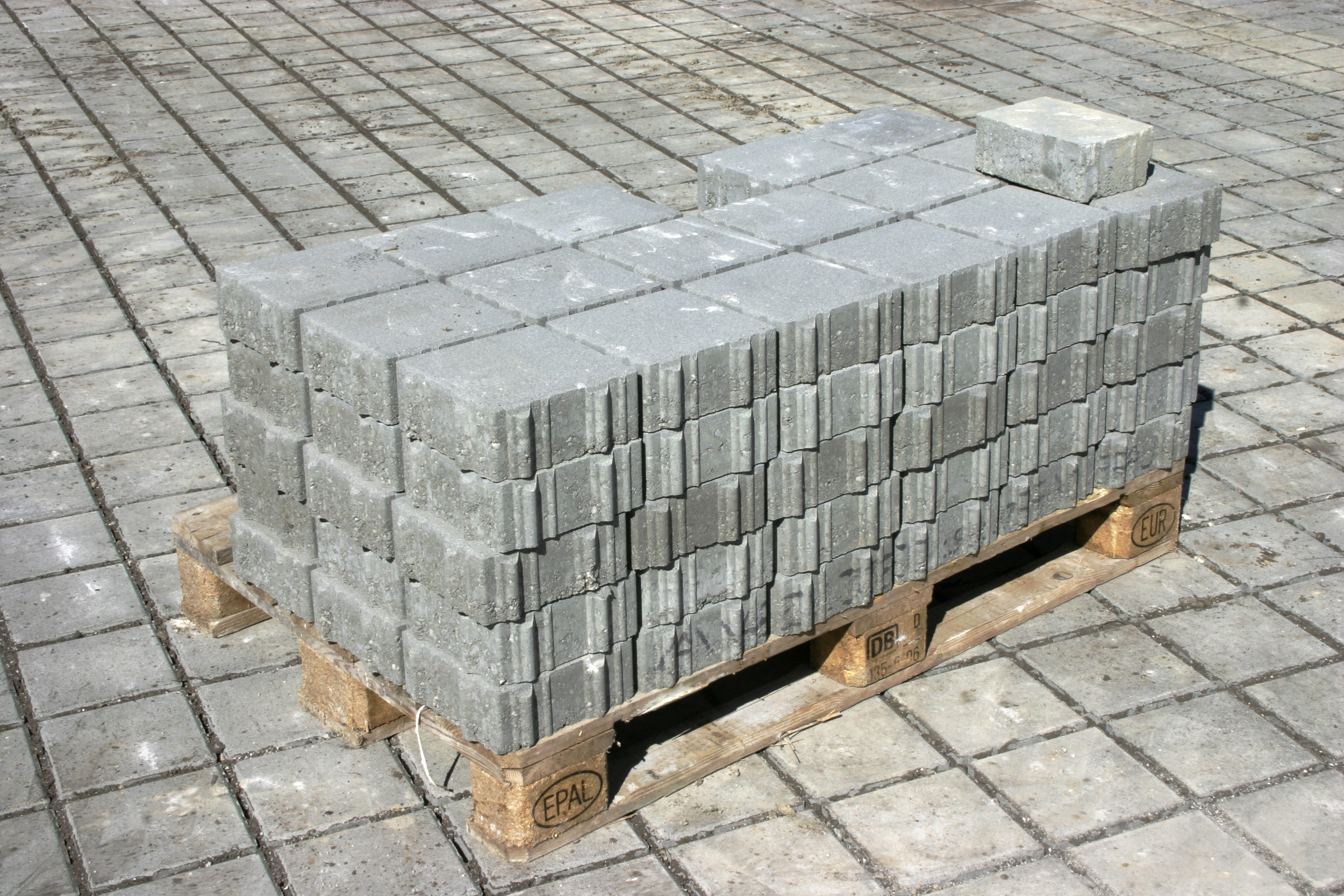
Palet de llambordes.

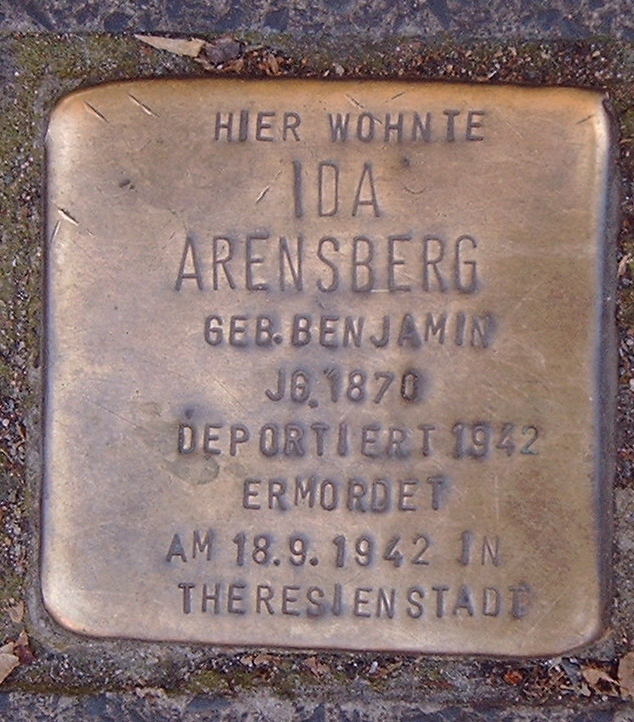
Stolperstein o llambordí commemoratiu de les persones assassinades pel nazisme

Les llambordes o els llambordins, coneguts com a ginquetes en alguerés, són pedres o blocs de forma rectangular que es fan servir per a construir paviments. El material més utilitzat per fer-ne ha estat, històricament, el granit, per la seva gran resistència i la facilitat per al tractament. Les seves dimensions solen ser de 20 cm de llarg per 15 cm d'ample, cosa que en facilita la manipulació amb una sola mà. El nom de llamborda es fa servir preferentment per als de dimensions més grans, i el de llambordí per als més petits.

## Història
L'origen es remunta a fa vint-i-cinc segles. Els cartaginesos i romans els utilitzaven en les seves grans vies per dotar-les de rapidesa i durada. Per aconseguir un transport més còmode es va veure la necessitat d'aconseguir una superfície de rodament més contínua i això no es podia aconseguir amb l'empedrat anterior, que consistia en pedres sense tallar en estat natural.
L'empedrat es va utilitzar de manera funcional fins a finals del segle xix. En temps de Napoleó es van construir grans avingudes a les ciutats, entre altres coses per permetre que les grans peces d'artilleria circulessin pels carrers. Més endavant, els francesos van construir les carreteres de pavès. L'aparició de l'automòbil va fer créixer el ritme de pavimentació i l'empedrat va deixar de ser rendible.

## Usos
Avui es fan servir els empedrats amb motius estètics i molts dels antics encara estan en servei i en bon estat, prova de la gran robustesa d'aquest sistema. Així mateix, s'han desenvolupat llambordes de formigó, que s'utilitzen de manera semblant a les antigues llambordes de pedra i donen origen al que s'anomena  paviments articulats . De vegades, als empedrats moderns se'ls afegeixen colorants per buscar un millor resultat estètic. Una aplicació especial són els stolpersteine, llambordins de formigó coberts de llautó commemoratius dels assassinats del nazisme creats per l'artista Gunter Demnig. El 2011 ja n'hi havia més de 28.000 a tot arreu del món.